# Microsorum zippelii
Microsorum zippelii är en stensöteväxtart som först beskrevs av Bl., och fick sitt nu gällande namn av Ren-Chang Ching. Microsorum zippelii ingår i släktet Microsorum och familjen Polypodiaceae. Inga underarter finns listade.